# ثيو ميديلكامب
ثيو ميديلكامب (بالهولندية: Theo Middelkamp) مواليد 23 فبراير 1914 في هولندا - الوفاة 02 مايو 2005 في بلجيكا، كان دراج هولندي في صنف سباق الدراجات على الطريق.

## سجل النتائج

### سباقات أو مراحل فاز بها
- طواف فرنسا
- بطولة العالم لسباق الدراجات على الطريق

## وصلات خارجية
- الموقع الرسمي

## روابط خارجية
- ثيو ميديلكامب على موقع أرشيف الدراجات (الإنجليزية)
- ثيو ميديلكامب على موقع إحصائيات الدراجات الإحترافية (الإنجليزية)
- ثيو ميديلكامب على موقع CycleBase (الإنجليزية)